# Ambapur Nagla
Ambapur Nagla es un meteorito de condrita H que cayó a la tierra el 27 de mayo de 1895 en Uttar Pradesh, India.

## Clasificación
Se clasifica como una condrita ordinaria H5.